# 勒索 (電影)
《勒索》（英語：Alpine），2000年的香港电影，导演高飛及王品，主演曹查理、雷宇扬、金祥日、呂賽鳳、力奇、溫妮泰斯。

## 剧情
该片讲述一個黑幫頭子在一次被一名記者勒索的故事。

## 演出
| 演员     | 角色 | 备注               |
| 曹查理   |      | 黑幫頭子           |
| 雷宇扬   | 記者 | (粵語配音：李家輝) |
| 金祥日   |      |                    |
| 呂賽鳳   |      |                    |
| 力奇     |      |                    |
| 溫妮泰斯 |      |                    |
| 卡拉巴   |      |                    |

## 制作
曹查理是一名三级片影星，大慨於2003年停止拍攝三級片。

## 外部連結
- 香港影庫上《勒索》的資料（繁體中文）
- 豆瓣电影上《勒索》的資料 （简体中文）